# Herbert Anscomb
Herbert Bertie Anscomb (23 février 1892-12 novembre 1972) est un homme politique canadien de la Colombie-Britannique. Il est député provincial de la circonscription britanno-colombienne de Victoria City en tant que député indépendant de 1933 à 1937 et député conservateur de 1937 à 1941, ainsi que député conservateur de Oak Bay de 1941 à 1945 et député de la coalition de 1945 à 1952 . 

## Biographie
Né en Angleterre, Anscomb immigre au Canada en 1911. Il s'installe à Victoria où il trouve un travail en tenue de livre pour la Victoria Brewing Company avant d'éventuellement devenir gestionnaire de la compagnie même lors de l'avènement du mouvement de la tempérance.

### Carrière politique
Anscomb est élu maire de Oak Bay en 1925 et, à partir de 1928, de la ville de Victoria jusqu'en 1931.
Les conservateurs créant une coalition avec les libéraux, un gouvernement est formé avec John Hart comme premier ministre. 
À la suite du décès du chef conservateur Royal Maitland en 1946, Anscomb le remplace et hérite également du poste de ministre des Finances. Sous sa gouverne, sa politique fiscale conservatrice apporte l'introduction d'une taxe de vente provinciale de 3 % en 1948,. 
Lors du retrait de Hart de la vie publique, les conservateurs insistent pour que Anscomb obtienne le poste de premier ministre. Néanmoins, les libéraux ayant plus de députés, c'est Boss Johnson qui hérite du poste. Des conflits entre Anscomb et Johnson apparaissent et mettent à mal la coalition et des dissensions commencent à apparaître chez les conservateurs qui se divisent en trois factions dont l'une représentée par W. A. C. Bennett.
Bien que les libéraux envisageaient de rompre la coalition pour gouverner seul, la coalition survit aux élections de 1949. Malgré tout, les dissensions augmentent au sein de conservateurs en raison du leadership d'Anscomb et du fait que l'appartenance à la coalition n'est pas remise en cause lors de la convention de 1950, la faction anti-coalition de W. A. C. Bennett quitte les conservateurs pour se rallier au Parti Crédit social de la Colombie-Britannique.
En octobre 1951, les libéraux sabordent la coalition et, en janvier 1952, les ministres conservateurs sont exclus du cabinet par Johnson. Anscomb devient alors chef de l'opposition officielle. Lors des élections de 1952, les conservateurs et les libéraux sont laminés et les créditistes forme le nouveau gouvernement. Anscomb perd son siège à la suite de ce scrutin.